# (6419) Susono
(6419) Susono es un asteroide perteneciente al cinturón de asteroides, región del sistema solar que se encuentra entre las órbitas de Marte y Júpiter, descubierto el 7 de diciembre de 1993 por Makio Akiyama y el también astrónomo Toshimasa Furuta desde el Observatorio Astronómico Susono, Mishima (Shizuoka), Japón.

## Designación y nombre
Designado provisionalmente como 1993 XX. Fue nombrado así por el primer descubridor por la ciudad en la que vive, a unos 100 km al oeste de Tokio. El nombre de este pueblo significa "pie" en inglés. El monte Fuji se puede ver a 25 km al noroeste y el monte Hakone a 10 km al este de la ciudad. El río Kise, que refleja la belleza del cambio de estaciones, atraviesa el centro.

## Características orbitales
Susono está situado a una distancia media del Sol de 3,133 ua, pudiendo alejarse hasta 3,375 ua y acercarse hasta 2,892 ua. Su excentricidad es 0,077 y la inclinación orbital 11,377 grados. Emplea 2025,67 días en completar una órbita alrededor del Sol.

## Características físicas
La magnitud absoluta de Susono es 11,03. Tiene 16,571 km de diámetro y su albedo se estima en 0,230. 